# The Andy Griffith Show
Die Andy Griffith Show ist eine US-amerikanische Fernsehserie, die von Desilu Productions (zuletzt Paramount Television) für CBS produziert wurde. Zwischen 1960 und 1968 entstanden 249 Episoden, verteilt auf acht Staffeln. Die Show war während ihrer gesamten Sendezeit unter den zehn Sendungen mit den höchsten Einschaltquoten.
Die Filme spielen in der fiktiven Südstaaten-Kleinstadt Mayberry, North Carolina, wo der von Andy Griffith gespielte Andy Taylor als verwitweter Sheriff seinen Dienst versieht. Neben Sheriff Taylor sind unter anderem sein Sohn Opie (Ron Howard), die Haushälterin und alte Jungfer Tante Bee (Frances Bavier) und der unfähige Hilfssheriff Barney Fife (Don Knotts) regelmäßig in der Serie zu sehen, außerdem viele – zumeist komische und trottelige – Nebenfiguren. Insgesamt gewann die Serie sechs Emmies, davon fünf für Don Knotts.
Die Serie genießt in den Vereinigten Staaten bis heute große Popularität und wird immer noch täglich im US-Kabelfernsehen ausgestrahlt, im deutschsprachigen Raum wurde sie hingegen nie ausgestrahlt.

## Besetzung
- Andy Griffith: Sheriff Andy Taylor (249 Folgen)
- Ron Howard: Opie Taylor, Sohn (209 Folgen)
- Don Knotts: Deputy Barney Fife (141 Folgen)
- Frances Bavier: Tante Beatrice „Bee“ Taylor (175 Folgen)
- George Lindsey: Goober Pyle, Automechaniker (84 Folgen)
- Howard McNear: Floyd Lawson, Friseur (80 Folgen)
- Aneta Corsaut: Helen Crump, Lehrerin (66 Folgen)
- Jack Dodson: Howard Sprague, Bezirksangestellter (37 Folgen)
- Hal Smith: Otis Campell, stadtbekannter Trinker (32 Folgen)
- Hope Summers: Clara Johnson Edwards, Witwe und Bees beste Freundin (31 Folgen)
- Betty Lynn: Thelma Lou, Barneys Freundin (26 Folgen)
- Jim Nabors: Gomer Pyle, Automechaniker (23 Folgen)
- Paul Hartman: Emmett Clark, Handwerker (16 Folgen)
- Elinor Donahue: Ellie Walker, Apothekerin (11 Folgen)
- Keith Thibodeaux: Johnny Paul Jason, Opies Freund (11 Folgen)
- Dick Elliott: Mr. Pike, Bürgermeister (11 Folgen)
- Jack Burns: Deputy Warren Ferguson (11 Folgen)